# Осима (уезд, Ямагути)

Расположение уезда Осима в префектуре Ямагути.

Осима (яп. 大島郡 Осима-гун) уезд расположен в префектуре Ямагути, Япония.

## Население
По оценкам на 1 апреля 2017 года, население составляет 16,488 человек, площадь 138.09 км², плотность 119 человек/км².

## География
Вся территория района представляет собой остров под названием Суо-Осима. Район соединен с Хонсю мостом. Площадь — около 138 км². Весь остров имеет статус национального парка. Особый продукт — мандариновый апельсин под названием «Осима микан». На острове расположено более 500 апельсиновых рощ.
Пляж Катазоэгахама — один из самых популярных пляжей на западе Японии.

## Мост Осима

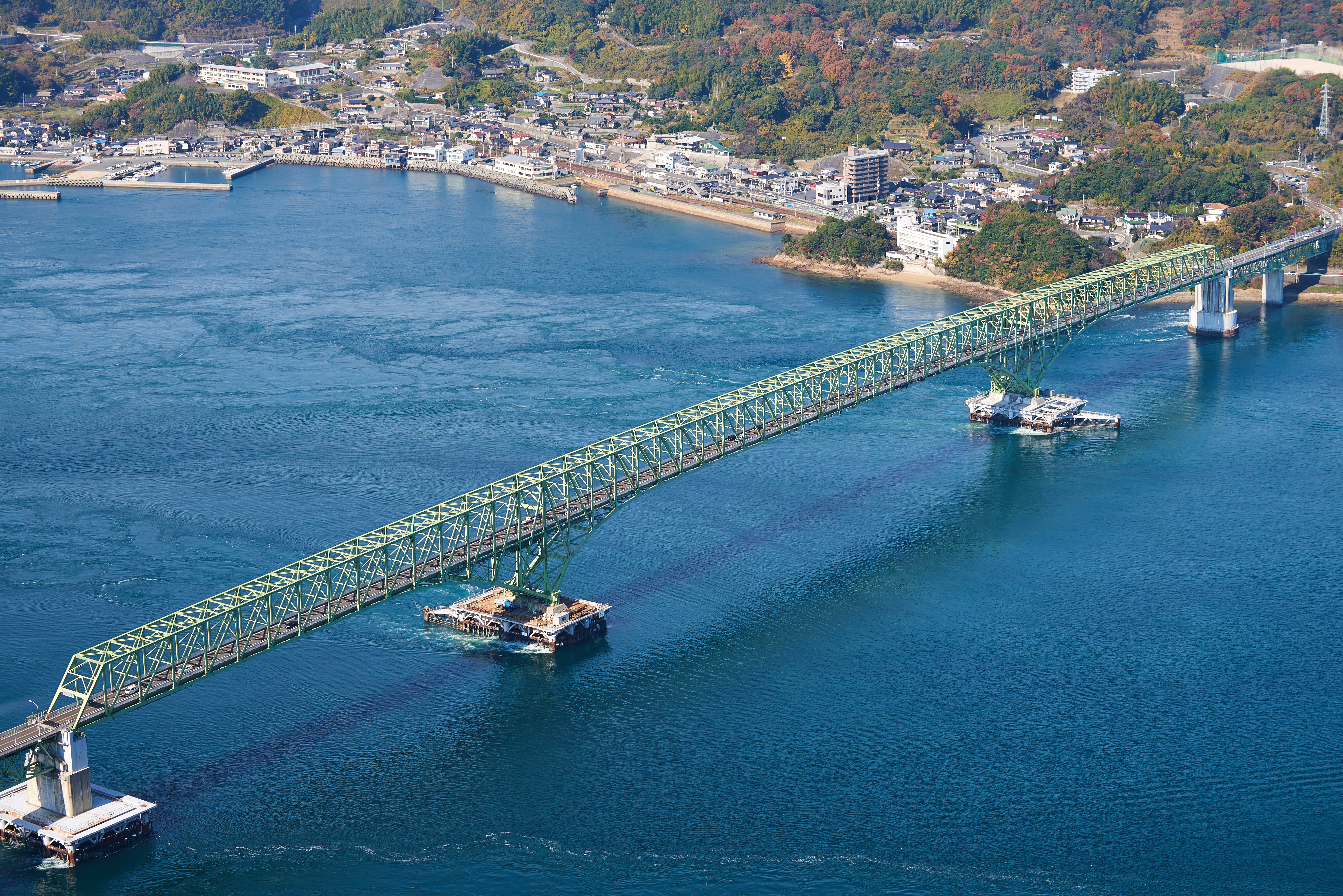

Мост Осима был построен в 1976 году. Это второй мост по длине пролета в Японии. Пролёт моста имеет длину 1020 м.

## Посёлки и сёла
- Суоосима